# لاس موساس (محطة مترو أنفاق مدريد)
لاس موساس (بالإسبانية: Las Musas)‏ هي محطة مترو أنفاق في مدريد في إسبانيا، تقع على الخط رقم 7.